# NGC 4253
NGC 4253 је спирална галаксија у сазвежђу Береникина коса која се налази на NGC листи објеката дубоког неба.
Деклинација објекта је + 29° 48' 47" а ректасцензија 12h 18m 26,4s. Привидна величина (магнитуда) објекта NGC 4253 износи 12,9 а фотографска магнитуда 13,8. NGC 4253 је још познат и под ознакама UGC 7344, MCG 5-29-51, MK 766, IRAS 12159+3005, CGCG 158-61, KUG 1215+300, PGC 39525.